# Време
Вижте пояснителната страница за други значения на Време.
Време е основно понятие във физиката и четвърто измерение в пространствено-времевия континуум. Според теорията на относителността има три пространствени и едно времево измерение. С него се измерва продължителността и последователността на състоянията и събитията. Времето е една от седемте основни физични величини в Международната система единици, в която основната единица за измерването му е секундата (s).
Времето също е и много общо понятие. То е обект на интерес и от страна на поезията, живописта, психологията, философията и религията. Трудно е да се даде единно и непротиворечиво определение на понятието време, което да удовлетворява всички тези области.
Периодичните събития и периодичните движения още от древността служат като стандарт за измерване на времето. Примери за това са въртенето на Земята около Слънцето, фазите на Луната, движението на махалото и биенето на сърцето.

## История на уредите за измерване на времето
За измерване на времето може да се говори в две различни форми: математическа абстракция (календар) за дълги времеви интервали — дни, седмици, месеци, години и векове; и механизъм ([часовник]) за измерване на къси времеви интервали — секунди, минути и часове.

### Календар
Календарът е система за отчитане на големи промеждутъци от време, основана на периодичното движение на небесните тела и най-вече Слънцето и Луната. Артефакти от палеолита показват, че Луната е била използвана за отчитане на времето още преди повече от 12 000 години. Шумерската цивилизация въвежда шейсетичната бройна система за отчитане на времето с 360 дни (60х6) плюс още няколко, 60 секунди в една минута, 60 минути в един час и т.н.
Юлианският календар е въведен от римския император Юлий Цезар през 46 г. пр.н.е. При него месеците са по-дълги от лунния цикъл и затова той не е удобен за следене на лунните фази, за сметка на това много точно показва сезоните. Обикновените години имат 365 дена, а всяка четвърта година е високосна, което означава, че има 366 дни. Така продължителността на средната година е 365,25 дни.
Земната тропическа година (времето, нужно за пълна обиколка на Земята около Слънцето) продължава малко по-малко от 365,25 дни (приблизително 365,242 дни) и така с течение на времето календарът постепенно се разминавал със сезоните. Поради тази причина през 1582 папа Григорий въвежда т.нар. Григориански календар, който през следващите столетия е приет за официален в повечето държави.

### Часовник
Примитивни средства за измерване на времето за известни от дълбока древност.
Така например в Египет около 1500 пр.н.е. е било създадено устройство с Т-образна форма, което измервало времето чрез хвърлената сянка.
Слънчевите часовници използват гномон, за да хвърлят сянка върху отбелязани знаци, калибрирани така, че да отбелязват всеки час. Слънчевите часовници отбелязват местното време.
Най-точните уреди за измерване на времето в древността са водните часовници (наричани още клепсидри). Такъв часовник е намерен в гроба на египетския фараон Аменхотеп I (1525 – 1504 пр.н.е.). Те могат да отчитат времето дори през нощта, но имат този недостатък, че изискват намесата на човек за регулиране на изтичането на водата. Древните гърци редовно са записвали всички астрономически наблюдения с възможно най-точно отчитане на времето. Средновековните арабски инженери са направили няколко подобрения на водния часовник. Първият механичен часовник с пусков механизъм е изобретен от китайците през XI век.
Пясъчният часовник използва струята на пясъка за отчитане на времето. Най-широка употреба намират в навигацията. Така например Фернандо Магелан използва 18 от тях на всеки кораб при околосветските си пътешествия (1522 г.). Ароматизирани пръчки и свещи са често използвани в църкви навсякъде по света за отчитане на времето. В манастирите в Европа по време на средновековието се използват водни и механични часовници. Голям напредък и значително подобрена прецизност бележат устройствата, изобретени от Галилео Галилей и особено Кристиан Хюйгенс, който измисля часовника с махало.
В миналото всеки час е отбелязван с някакъв звуков сигнал, обикновено камбани, които звънят толкова пъти, колкото е часа.
Големината днес на часовниците е различна – от атомни часовници, ръчни часовници до часовници на кули. Те се задвижват от най-различни механизми – гравитация, пружини, електричество и други и се регулират с различни устройства, едно от които е махалото.
Хронометърът е вид часовник, предназначен за измерване на кратки периоди от време с много голяма точност. Името му идва от гръцката митология, по-точно богът на времето Хронос. Най-напред се използва при морската навигация и се нарича морски хронометър. С него се определя географската дължина с помощта на звездната навигация. Джон Харисън е първият, който постига желаната точност с тези уреди.
Днес най-точните устройства за измерване и отчитане на времето са атомните часовници, които могат да запазят точността си до секунда в продължение на милиони години. Те се използват за калибриране на други видове часовници и други видове устройства за отчитане на времето. От 1967 година насам Международната система единици използва за своята единица време – секундата свойствата на цезиевия атом. SI определя секундата като продължителността на 9 192 631 770 периода на лъчението, съответстващо на прехода между двете свръхфини нива на основното състояние на атома на Цезий-133.
Днес, също така Глобалната система за позициониране в съответствие с NTP (Network Time Protocol) може да бъде използвана за синхронизиране на всички системи, свързани с времето.
Около 2006 година, най-малката единица време, която е измерена директно е атосекундата (10−18 s) или 1026 пъти времето на Планк.

## Времеви стандарти и видове време
| Единица               | Големина/размерност | Бележки                      |
| --------------------- | ------------------- | ---------------------------- |
| атосекунда            | 1/1018 s            | най-краткият период от време |
| фемтосекунда          | 1/1015 s            |                              |
| пикосекунда           | 1/1012 s            |                              |
| наносекунда           | 1/109 s             |                              |
| микросекунда          | 1/106 s             |                              |
| милисекунда           | 0.001 s             |                              |
| секунда               | SI основна единица  |                              |
| минута                | 60 s                |                              |
| час                   | 60 минути           |                              |
| ден                   | 24 часа             |                              |
| седмица               | 7 дни               |                              |
| лунен месец           | 27.2 – 29.5 дни     |                              |
| месец                 | 28 – 31 дни         |                              |
| тримесечие            | 3 месеца            |                              |
| година                | 12 месеца, 365 дни  | 52 седмици + 1 ден           |
| високосна година      | 366 дни             | 52 седмици + 2 дни           |
| тропическа година     | 365.24219 дни       | средно                       |
| Грегориански календар | 365.2425 дни        | средно                       |
| десетилетие           | 10 години           |                              |
| поколение             | 17 – 25 години      | средно                       |
| столетие              | 100 години          |                              |
| хилядолетие           | 1000 години         |                              |

### Слънчево време
Едно денонощие се състои от деня и нощта. Началото на всяко денонощие е в полунощ и се бележи с 00:00 ч. Когато Слънцето е в зенит, времето се отбелязва с 12:00 ч. и се нарича обяд или пладне. Времето между две последователни преминавания на центъра на видимия диск на Слънцето през зенита се нарича истинско слънчево денонощие. Началото на истинското слънчево денонощие е на обяд, а истинското слънчево време може да се отчете със слънчев часовник. То е местно, локално, защото зависи от географската дължина. Неговата продължителност варира, но по принцип слънчевото денонощие е по-дълго от звездното с около 4 минути. Варирането идва от елиптичната орбита на Земята около Слънцето и наклона на земната ос спрямо равнината на орбитата. Земята изминава различни по дължина участъци от орбитата си и затова видимото преместване на Слънцето по еклиптиката също е неравномерно. В резултат през март и септември дните са по-къси, а през юли и декември – по-дълги. За да се избегне това се въвежда средно слънчево денонощие, което е равно на средната за годината продължителност на истинските слънчеви денонощия.

### Звездно (сидерично) време
Звездното време се измерва спрямо местоположението на звездите на небето. Звездно денонощие е времето за две последователни пресичания на определен небесен меридиан от определена далечна звезда. Звездното денонощие е малко по-късо от слънчевото денонощие – продължителността му е 23 часа 56 минути и 4.09 секунди. Една земна тропическа година се равнява на 366,2422 звездни дни и на 365,2422 слънчеви дни. Причината за по-късото звездно денонощие е комбинацията от въртенето на Земята около оста ѝ и около Слънцето. Двете въртения се извършват в посока, обратна на часовниковата стрелка, гледано от северния полюс. Звездното време се използва предимно от астрономите.

### Средно гринуичко време
Средно време по Гринуич (GMT) е времеви стандарт, с който са свързани всички часови зони по света. Това време е постоянно през цялата година и не се коригира през различните сезони. Когато Америка е открита през 1492 година, това време е въведено за улеснение на морските пътешественици и изследователи, но не се използва масово до средата на 19 век. През 1840 г. с навлизането в употреба на железниците възниква належаща нужда от стандарт на времето, който да замени местното време на големите градове. По това време са известни триста местни времена, които значително затрудняват транспорта. Средното гринуичко време е прието в САЩ на 18 ноември 1883 г., а официално като стандарт на 1 ноември 1884 г. от Международната меридианна конференция във Вашингтон. След това се приема международната линия за смяна на датата и се определят 24-те часови пояса на земното кълбо. GMT остава стандарт до 1925 г., след което продължава да се използва като официално време само във Великобритания.

### Координирано универсално време
Координираното универсално време (UTC) е часовото време, спрямо което се изчислява времето в различните часови пояси. То е наследник на средното гринуичко време. Универсалното време се изписва винаги в 24-часов формат.
Единицата за измерване на време в международната система единици е секунда (лат. s, бълг. с). До 1956 г. секундата се определя чрез околоосното въртене на Земята: дефинирана е като 1/86400 част от средното слънчево денонощие. Понастоящем времето се мери най-точно чрез атомни часовници, а секундата се определя като интервал време, съдържащ определен брой трептения на светлина с точно определена дължина на вълната. Тъй като Земята се върти около оста си със скорост, която се променя, макар и в много малка степен, атомното и слънчевото време се разминават. Затова е въведено координираното универсално време (UTC). При него за основа се използва международното атомно време, а при необходимост се добавя (или се изважда) т.нар. високосна секунда, като по този начин UTC се синхронизира с универсалното слънчево време и разликата между координираното и слънчевото време е винаги по-малка от секунда.

## Време във физиката и науката

### Време в класическата механика
В класическата механика, създадена от Исак Нютон, времето е непрекъсната величина и се смята за абсолютно и течащо еднакво за всички наблюдатели. Галилеевите преобразувания предполагат, че времето тече еднакво във всички отправни системи. Дори в квантовата механика времето остава външен неквантуван параметър. За основа на измерването се взима някаква периодична последователност на събития, която се установява като еталон за отчитане на времето. На този принцип е основана работата на часовниците.
Времето в класическата физика съществува само по себе си, отделно от пространството и от каквито и да било материални обекти. То определя всички процеси в света. Независимо от сложността си, тези процеси не оказват никакво влияние на хода на времето, поради което то се нарича абсолютно.
Абсолютността на времето се изразява в инвариантността на уравненията на класическата механика относно Галилеевите преобразувания. Времето е еднородно и изотропно, тоест миналото, настоящето и бъдещето са равноправни като физични обекти. Времето тече еднакво навсякъде, не може да бъде променено и образува континуум. Важно следствие от еднородността на времето е законът за запазване на енергията. Уравненията на Нютон в класическата механика и тези на Максуел в класическата електродинамика не се променят при смяна на знака на времето, което значи, че в тях времето е обратимо. В термодинамиката времето е необратимо поради закона за нарастване на ентропията (втория принцип на термодинамиката).

### Време в квантовата механика
В квантовата механика въпреки квантуването на почти всички величини, времето остава външен, неквантуван параметър. То също така е необратимо. Процесът на измерване е несиметричен по отношение на времето. По отношение на миналото той дава вероятностна информация за състоянието на обекта, а по отношение на бъдещето сам създава ново състояние. Съотношението на неопределеност на Хайзенберг се отнася както за времето, така и за енергията.

### Време в теорията на относителността
Айнщайн в своята специална теория на относителността постулира, че скоростта на светлината във вакуум е постоянна величина с една и съща (крайна) стойност във всички инерциални отправни системи. Използвайки тази константа, той синхронизира часовниците, като в резултат на това времето тече различно за различните наблюдатели, движещи се един спрямо друг. Айнщайн също така постулира, че законите на природата са еднакви в инерциални отправни системи. Оттук следва, че събитията, които са едновременни в една инерциална отправна система, може да не са едновременни в друга инерциална система, ако втората се движи спрямо първата. Ходът на времето зависи от движението на системата и по този начин времето и пространството стават взаимносвързани по особен начин (пространство на Минковски). Тази връзка намира математически израз в Лоренцовите преобразувания. В движещите се отправни системи разстоянията се скъсяват по посока на движението, а времевите интервали се удължават спрямо неподвижните отправни системи (тъй като движението е относително, то и промяната на размерите и времената е относителна). Пространството и времето не могат да се разглеждат независимо едно от друго, а образуват неразривно единство, наречено пространствено-времеви континуум.
Общата теория на относителността, опирайки се на принципа за локалната еквивалентност на гравитацията и инерцията, обобщава понятието четиримерно пространство на Минковски (където четвъртата координата е времето) за случая на неинерциална отправна система.. Метричните свойства на пространство-времето във всяка точка стават различни под влияние на гравитацията. Влиянието на гравитационното поле върху свойствата на четиримерното пространство се описва с метричния тензор. В близост до масивни тела ходът на времето се забавя в точки с голям по абсолютна стойност гравитационен потенциал.

## Време във философията
Сред философите са разпространени две гледни точки по отношение на времето. Според едното виждане времето е част от фундаменталната структура на света — измерение, в което събитията се случват последователно. Това е и виждането на Исак Нютон, затова тази гледна точка понякога се нарича нютоновска.
Според противоположното мнение времето не се отнася до никакво реално съществуващо измерение, през което могат да пътуват предметите и събитията. Привържениците на това становище вярват, че времето е интелектуална концепция, позволяваща на хората да проследяват, сравняват и подреждат събитията. Това второ виждане, в традицията на Готфрид Лайбниц и Имануел Кант, заявява, че пространството и времето не съществуват сами по себе си, а са следствие от това, как хората представят нещата, защото човек може да познае даден обект единствено по начина, по който го възприема.
Ведите — най-ранните текстове в индийската философия и индуизма, датиращи от около 2000 г. пр.н.е., описват древна космология, в която светът преминава през цикли на създаване, разрушаване и повторно раждане, като всеки цикъл продължава 4,32 милиарда години.
Според древногръцката митология подреденият свят (космосът) е възникнал от хаоса. Някои от древногръцките философи обаче вярват, че светът е безначален, а Парменид и Хераклит посвещават специални съчинения на въпроса за същността на времето. Средновековните богослови и философи развиват концепция, според която светът е имал начало. Вярата в сътворението на света означава, че само Бог е безначален, а всичко останало, включително времето, има начало.
Имануел Кант описва времето като интуиция, която ни помага да разберем света. Според него нито времето, нито пространството са веществени. Той ги разглежда като елементи на умствена рамка, изградена въз основа на нашия опит. Според Кант понятията за време, пространство и число са фундаментална част от абстрактна структура, с чиято помощ които можем да установим последователността на събитията и тяхната продължителност и можем да сравним движението на различните обекти.
Анри Бергсон вярва, че времето не е нито среда, нито умствена конструкция, но притежава продължителност.

## Време в религията
Древните цивилизации и култури като тези на инките, маите, древните гърци, вавилонците, по-късно индуизмът и будизмът съдържат концепцията за така нареченото колело на времето — времето се разглежда като циклично, състоящо се от повтарящи се събития. Според християнството времето е линейно: започва със сътворението на света и завършва с края на света. Други религии вярват, че времето има начало, но не и край.